# أرفيد تورجير لاي
أرفيد تورجير لاي (بالنرويجية البوكمول: Arvid Torgeir Lie)‏ هو مترجم وكاتب وشاعر نرويجي، ولد في 18 أغسطس 1938 في اسكافسة ‏ في النرويج.